# Frančič
Frančič je priimek v Sloveniji, ki ga je po podatkih Statističnega urada Republike Slovenije na dan 1. januarja 2010 uporabljalo 53 oseb in je med vsemi priimki po pogostosti uporabe uvrščen na 7.223. mesto.

## Znani nosilci priimka
- Franjo Frančič (*1958), književnik
- Ivo Frančič, pevec, basist